# Robert J. Winchester

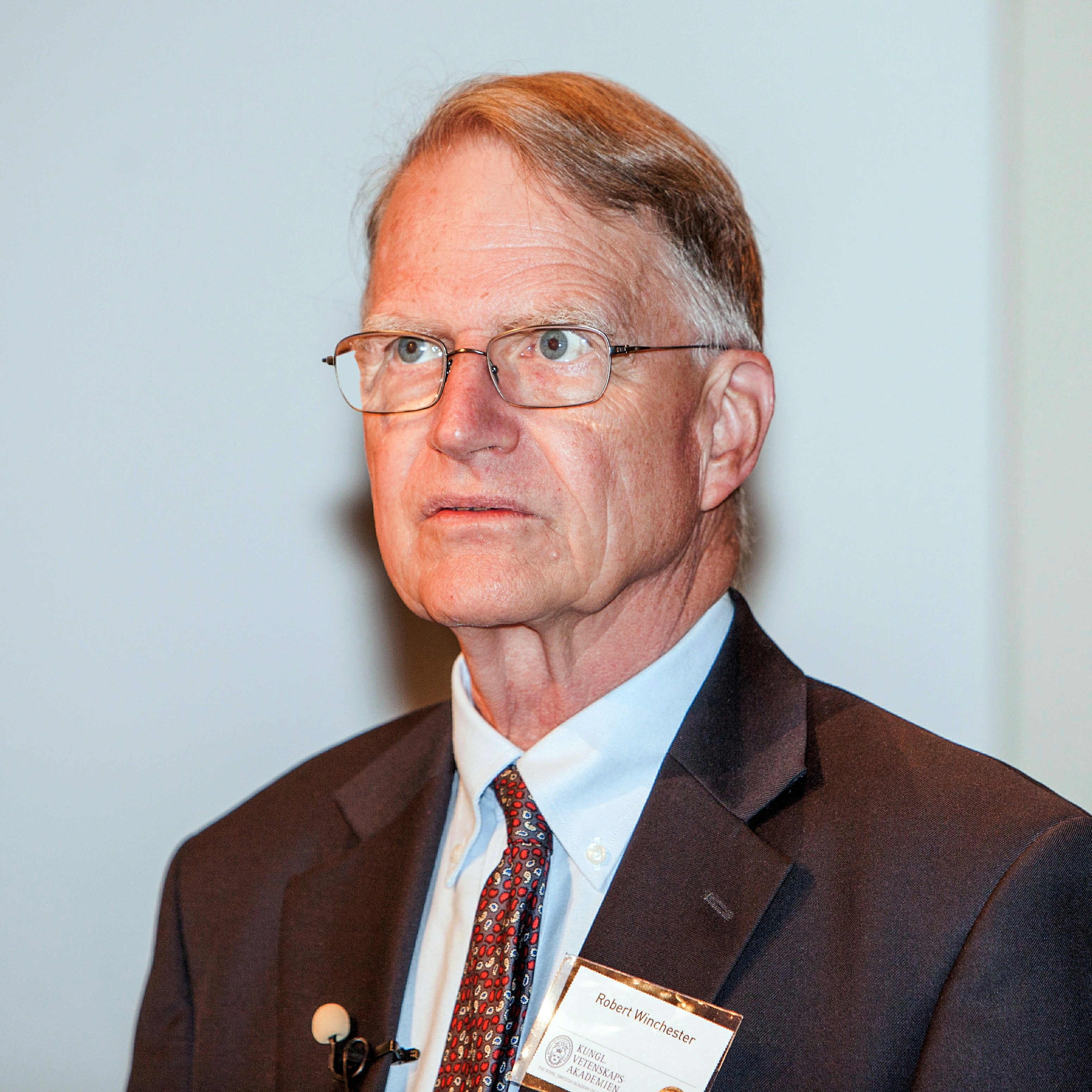
Robert J. Winchester, 2013

Robert J. Winchester (* 27. Januar 1937 in Yonkers, New York) ist ein US-amerikanischer Mediziner, bekannt für die Erforschung der genetischen Prädisposition bei rheumatoider Arthritis, Lupus erythematodes und anderen Autoimmunerkrankungen.

## Ausbildung und Karriere
Winchester studierte an der Cornell University mit dem M.D.-Abschluss 1963 sowie Internship und Facharztausbildung (Residency) am New York Hospital-Cornell Medical Center. Er ist Facharzt für Innere Medizin und Rheumatologie. Von 1960 bis 1979 war er Professor an der Rockefeller University, wo er eng mit Henry G. Kunkel zusammenarbeitete, welcher einen prägenden Einfluss auf ihn ausübte. Von 1980 bis 1986 hatte er eine Professur an der Mount Sinai School of Medicine inne. Derzeit ist er Professor für Pädiatrie, Pathologie und Medizin an der Columbia University (Abteilung Rheumatologie).

## Werk
Ende der 1980er Jahre identifizierte er mit Peter K. Gregersen Gene, die das Risiko für rheumatoide Arthritis erhöhen und für bestimmte HLA-Proteine im MHC-Komplex kodieren, die dem Immunsystem auf der Zelloberfläche zum Beispiel Antigene von Viren bei Virusverfall präsentieren, woraufhin die Zelle vom Immunsystem angegriffen wird. Mit Gregersen fand er, dass eine spezielle Form der MHC-Komplexe, für die die Genvarianten kodieren, für eine erhöhte Anfälligkeit für die Entwicklung von rheumatoider Arthritis verantwortlich ist.

## Auszeichnungen und Mitgliedschaften
- 2007 Excellence in Investigative Mentoring Award des American College of Rheumatology
- 2013  Crafoord-Preis für Polyarthritis-Forschung mit Lars Klareskog und Gregersen[2]
- 2017 Distinguished Basic Science Investigator Award des American College of Rheumatology

Er ist Mitglied der American Association for the Advancement of Science.

## Schriften (Auswahl)
- mit Gregersen, J. Silver The shared epitope hypothesis. An approach to understanding the molecular genetics of susceptibility to rheumatoid arthritis. In: Arthritis & Rheumatism, 30, 1987, 1205–1213
- mit Gregersen The molecular basis of susceptibility to rheumatic arthritis: the conformational equivalence hypothesis, Springer Seminar Immunopathology, 10, 1988, 119–139